# Sabina Simonato
Sabina Simonato (São Paulo, 11 de janeiro de 1985) é uma jornalista, repórter e apresentadora brasileira. Desde 2025 é apresentadora do Bom Dia São Paulo e do Bom Dia Sábado.

## Biografia
Formada em jornalismo pela Universidade Metodista de São Paulo, estudou também Comunicação Social, com habilitação no jornalismo. Iniciou a carreira como estagiária da TV Cultura em 2006. Meses depois, se mudou para o interior do estado onde passou pela TV TEM em Sorocaba e pela EPTV em Ribeirão Preto. Em 2010, se mudou para a capital onde foi contratada como repórter da Rede Globo, participando de coberturas locais no SPTV e no Bom Dia São Paulo.
Em 2020 substituiu Gloria Vanique no comando do Radar SP dentro do Bom Dia após a apresentadora sair da emissora. A partir daí passou a dividir o comando do jornal com Rodrigo Bocardi até janeiro de 2025, quando o apresentador foi desligado da emissora. Em 2022 passou a apresentar o Antena Paulista no lugar de Carlos Tramontina, que apresentava a atração desde 1999.
Em 2025, passou a apresentar também a edição nacional do Bom Dia Sábado ao lado de Marcelo Pereira. Além disso, Sabina também é apresentadora eventual do SPTV e titular do bloco local do Bom Dia Brasil em São Paulo.

## Filmografia
| Ano           | Nome              | Função        | Emissora           |
| ------------- | ----------------- | ------------- | ------------------ |
| 2007-2009     | TEM Notícias      | Repórter      | TV TEM Sorocaba    |
| 2009-2010     | Jornal da EPTV    | Repórter      | EPTV Ribeirão      |
| 2010-2012     | Bom Dia São Paulo | Repórter      | TV Globo São Paulo |
| 2012-2020     | SPTV              | Repórter      | TV Globo São Paulo |
| 2020-2025     | Radar SP          | Apresentadora | TV Globo São Paulo |
| 2022-2024     | Antena Paulista   | Apresentadora | TV Globo São Paulo |
| 2025-presente | Bom Dia Sábado    | Apresentadora | TV Globo           |
| 2025-presente | Bom Dia São Paulo | Apresentadora | TV Globo São Paulo |